# Tric Trac
Tric Trac es una telenovela infantil mexicana de comedia producida por Norma Ruiz Esparza y Alberto Cervantes para TV Azteca, en 1997. La telenovela es una historia original de Eric Vonn. Se estrenó por TV 7 el 31 de marzo de 1997 y finalizó el 26 de septiembre del mismo año.
Está protagonizada por Enrique Alonso «Cachirulo», Ana Ofelia Murguía, Gabriela Hassel, Mauricio García y Claudio Yarto, junto con Gina Morett como la villana principal.

## Premisa
Tric Trac es un perro extraterrestre que habla y tiene unos huesos de oro, y busca regresar a su planeta. También busca ayudar a la gente de su entorno, y así consigue que dos ancianos se casen y adopten a unos niños.

## Reparto

### Principales
- Enrique Alonso «Cachirulo»
- Ana Ofelia Murguía
- Gina Morett como Griselda
- Gabriela Hassel
- Mauricio García como Ramiro
- Araceli Aguilar
- Javier Ruíz
- Jesús Vargas
- Roberto Cobo como Calambres
- Josefo como Norberto
- Max Kerlow
- María Luisa Vázquez como Mayra
- Emilio Guerrero
- Emmy Zavala
- Ángela Salinas
- Francesca
- Jorge Humberto
- Fiona
- Patrick Richaud
- Yago
- Púas el perro y la voz de Claudio Yarto como Tric Trac / Tric Son

### Recurrentes e invitados especiales
- Carmen Areu como Loty
- Roberto Mateos como Dan
- Inés Gómez Mont
- Eduardo Blancas como él mismo
- América Gabriel como Olga
- Rocío Sánchez Azuara como ella misma
- Jorge Patiño como Venancio
- Benny Ibarra como Cipriano

- Bárbara Mori - Ella misma
- Deborah Ríos como Cuqui
- Juan David Burns como El Diablo
- Rogelio Guerra como El General
- Sonia Infante como Clotilde
- Victor Trujillo como Brozo